# Масові протести в Польщі проти заборони абортів
Протести в Польщі проти заборони абортів або Чорний протест (пол. Czarny Protest) — протести проти абсолютної заборони абортів, розпочались на початку жовтня 2016 року у Польщі тривали більше тижня, відтоді, як Сейм Польщі проголосував у першому читанні за законопроєкт про повну заборону абортів і введення кримінальної відповідальності за їх здійснення. До введення законодавчих поправок, нинішнє законодавство Польщі передбачає, що переривання вагітності можливе у трьох випадках: загроза життю або здоровʼю вагітної жінки.
У рамках страйку тисячі жінок у цей день не з'явилися на робочих місцях, узявши відпустку за власним бажанням. Йшлося про одноденний протест на зразок того, який 41 рік тому відбувся в Ісландії, організаторами акції виступили комітет «Рятуймо жінок», чий проєкт про лібералізацію чинного законодавства щодо абортів було відхилено, партія «Разом», громадська організація «Польська ініціатива». Учасниці і учасники протесту тримали в руках плакати «Відсутність легальних абортів вбиває», «Хочемо лікарів, а не поліціянтів», «Крім маток, маємо мізки — вирішуємо самі», а також скандували «Хочемо кохати, а не вмирати», «Уряд — не вагітність, можна усунути».

## Передумови
Законопроєкт ініціативи «Врятуємо жінок!», який передбачав ліберальніший підхід до абортів (дозволити переривання вагітності до 12 тижнів і відсутність кримінальної відповідальності), було відхилено у першому читанні, тоді як депутати ухвалили у першому читанні законопроєкт, запропонований ініціативною групою «Стоп абортам!» (передбачав абсолютну заборону абортів і запровадження кримінальної відповідальності як для вагітної жінки, яка вирішує перервати вагітність, так і для лікарів, які роблять аборт).
Ухвалений у першому читанні новий законопроєкт передбачає кримінальну відповідальність у вигляді позбавлення волі на строк від 3 місяців до 5 років (від відповідальності жінки звільняються у тому випадку, якщо смерть плоду сталася не з вини вагітної, або умисно) і абсолютну заборону на переривання вагітності незалежно від можливих наслідків.

## Опитування
Результати проведеного опитування свідчать: 69 % населення Польщі вважають аборти «аморальним і неприйнятним» явищем, а 14 % — допустимим. Водночас, лише кожен сьомий респондент підтримує введення повної заборони на аборти, а 36 % вважають, що із загального правила повинні бути винятки.
За оцінками польської Федерації жінок і планування сім'ї, на території країни із населенням 38 млн осіб щорічно реєструється близько 150 тис. підпільних абортів. При цьому кількість легальних абортів становить від 700 до 1800 на рік. Також суворе законодавство провокує абортний туризм в сусідні країни.